# Hemielimaea nigerrima
Hemielimaea nigerrima är en insektsart som först beskrevs av Krauss 1903.  Hemielimaea nigerrima ingår i släktet Hemielimaea och familjen vårtbitare. Inga underarter finns listade i Catalogue of Life.